# Cryptophorellia montana
Cryptophorellia montana är en tvåvingeart som beskrevs av Amnon Freidberg och Albany Hancock 1989. Cryptophorellia montana ingår i släktet Cryptophorellia och familjen borrflugor.
Artens utbredningsområde är Kenya. Inga underarter finns listade i Catalogue of Life.